# Hiroshi Kiyotake
Hiroshi Kiyotake (清武 弘嗣, Kiyotake Hiroshi), né le 12 novembre 1989 à Ōita, est un footballeur international japonais qui évolue au poste de milieu offensif au Oita Trinita.

## Palmarès
- Oita Trinita
  - Vainqueur de la J. League Cup en 2008.